# Theodor von Baumann
Pour les articles homonymes, voir Baumann.
Johann Friedrich Theodor Baumann, von Baumann depuis 1828 (né le 24 juin 1768 à Bodenteich, électorat de Brunswick-Lunebourg et mort le 14 octobre 1830 à Posen) est un avocat et fonctionnaire royal prussien. Plus récemment, il est haut président du grand-duché de Posen.

## Biographie
Fils du pasteur et surintendant Hardwig Ludwig Baumann (1722–1786), il fait ses études au lycée de Salzwedel. Il étudie ensuite à l'université de Göttingen.
Baumann entre dans la fonction publique en 1789. En 1793, il est transféré au tribunal de Bromberg comme évaluateur. Deux ans plus tard, il devient conseiller du gouvernement de Prusse-Méridionale à Thorn. En 1796, Baumann est nommé juge en chef à Varsovie. En 1806, il est nommé conseiller privé de la justice. Depuis 1810, il est conseiller du gouvernement privé à Liegnitz. Baumann est ensuite vice-président du gouvernement de Posen de 1816 à 1818. Entre 1818 et 1824, il est président du district de Königsberg.
De 1825 à 1830, il est haut président du grand-duché de Posen. Dans le débat administratif interne sur les pouvoirs des hauts présidents, il ne considère pas, comme Magnus Friedrich von Bassewitz ou Moritz Haubold von Schönberg, cette fonction comme une autorité intermédiaire indépendante entre le gouvernement central et le président de district. Un autre groupe, en revanche, prône une plus grande indépendance des provinces.
L'historien Manfred Laubert considère Baumann dans son rôle de président comme un « bureaucrate stupide du plus haut niveau » et « opposé aux conflits ». Dans le Neues Preussisches Adels-Lexicon de 1836, cependant, il est honoré comme un « fonctionnaire d'État méritoire ».
Il laisse derrière lui un fils, le stagiaire du gouvernement Johann von Baumann, et une fille Jeannette (Johanna) (1802-1855), qui se marie avec le général Heinrich von Reitzenstein.

## Honneurs
Theodor von Baumann reçoit l'ordre de l'Aigle rouge de 3e classe en 1817. En 1823, il reçoit également l'ordre de l'Aigle rouge de 2e classe. Le 3 novembre 1828, Baumann est élevé à la noblesse prussienne à Berlin.